# Lillestrøms kommun
Lillestrøms kommun (norska: Lillestrøm kommune) är en kommun i Akershus fylke i sydöstra Norge. Kommunens centralort är staden Lillestrøm.

## Administrativ historik
Lillestrøms kommun bildades den 1 januari 2020 genom sammanslagning av de tidigare kommunerna Fet, Sørum och Skedsmo.
Det fanns en tidigare kommun med namnet Lillestrøm från 1908 till 1962 då den slogs ihop med Skedsmo kommun.

### Vapen för tidigare kommuner inom den nuvarande kommunen

Fets kommun (1986–2019)
Lillestrøms kommun (förslag från 1961)
Skedsmo kommun (1974–2019)
Sørums kommun (1981–2019)

## Tätorter
I Lillestrøms kommun finns tolv tätorter:
- Blaker
- Fetsund-Østersund
- Fjellsrud
- Frogner
- Hellerud
- Hogsetfeltet
- Lindeberg
- Lundermoen
- Lørenfallet
- Oslo (del av, inklusive centralorten Lillestrøm)
- Sørumsand
- Åkrene

Orten Leirsund har tidigare räknats som en tätort men uppfyller inte längre kriterierna.

## Socknar
Inom Norska kyrkan är Lillestrøms kommun indelad i åtta socknar:
- Blakers socken
- Dalens socken
- Fets socken
- Frogners socken
- Lillestrøms socken
- Skedsmo socken
- Strømmens socken
- Sørums socken

Socknarna ingår i Nedre Romerike prosteri i Borgs stift.